# شهدخوار دم‌بنفش
شهدخوار دم‌بنفش (نام علمی: Anthreptes aurantium) نام یک گونه از تیره شهدخواران است.